# 南アフリカ共和国の企業一覧
南アフリカ共和国の企業一覧

## 軍事関連
- エグゼクティブ・アウトカムズ
- デネル・エアロスペース・システムズ

## 機械
- 南アフリカ日産自動車

## 食料品
- SABミラー

## 装飾品
- デビアス

## 航空会社
- インターエア・サウスアフリカ
- エアリンク
- 南アフリカ航空
- 1タイム

## 鉄道事業者
- トランスネット (南アフリカ)
- ハウトレイン
- 南アフリカ旅客鉄道公社
- ロボスレイル

## 通信
- テルコムSA
- ポスト (南アフリカ)
- 南アフリカ放送協会

## 電話事業者
- ボーダコム

## 金融
- アブサ
- スタンダード銀行（英語版）
- ネド銀行（英語版）
- ファーストランド銀行（ドイツ語版）
- 南アフリカ準備銀行（中央銀行）

## レジャー
- サンシティ (南アフリカ)
- ビクトリア&アルフレッド・ウォーター・フロント

## 病院
- ネットケア

## 商業
- カールトン・センター
- キャナル・ウォーク
- サントン・シティ